# Рип Торн
Елмор Руал „Рип” Торн млађи (енгл. Elmore Rual "Rip" Torn Jr.; Темпл, 6. фебруара 1931 — Лејквил, 9. јула 2019) био је амерички телевизијски, филмски и позоришни глумац. Торн је освојио награду Еми за улогу Артија у ХБО ситкому Лери Сандерс шоу, а широј публици најпознатији је по улози шефа Зеда у филму Људи у црном из 1997. године, као и наставку из 2002. године. Торн је био номинован за Оскара, за најбољу споредну улогу Марша Тaрнерa у филму Крос Крик. Такође је био номинован за награду Сателит за филм Људи у црном. Глумио је мрачне и негативне ликове у драмама, као и у комедијама у каснијим фазама каријере. Своју филмску каријеру почео је 1956. године. Наступао је у више од 180 филмова.

## Каријера
Торн је глумио са многим значајним холивудских редитељима и глумцима у филмовима попут Између две ватре као Печис О’Хулихан са Бен Стилером и као Луј XV у филму Марија Антоанета Софије Кополе, као Нејтан Брајс у Човек, који је пао на Земљу Николаса Роуга са Дејвидом Боувијем и у многим другим остварењима. У сродству је са глумицом Сиси Спејсик, која му је нећака.